# フィアット・1300/1500
フィアット・1300/1500（Fiat 1300/1500）は、イタリアのフィアット社がフィアット・1200（Fiat 1200）の後継車として1961年から1967年まで製造していた小型乗用車である。1300/1500はその名称となっているエンジン排気量が異なるだけで基本的に同じモデルである。ボディ型式にはセダン、エステートがあった。またこの時期、1200のシャシーをベースに発展した2座スポーツカー、1500カブリオレ」もカロッツェリア・ピニンファリーナによって生産された。

## 概要
1300/1500とその他の派生型は、ユーゴスラビアのザスタバとフィアット社の西ドイツの子会社であるネッカー社でも製造された。1500Cのフロアパン（床構造）は後継車のフィアット・125の基となる一方で、ポーランドのFSO社で製造されたもう1種のモデルのポルスキ・フィアット・125pは125のボディと1300/1500の機械部品（エンジン、トランスミッション、サスペンション）を組み合わせて使用していた。イタリアでは1966年に1300はフィアット・124に、1500は1年後にフィアット・125に代替された。

## 駆動系
1300/1500は車体前部の縦置きエンジンが4速MTを介して後輪を駆動するオーソドックスな構造であった。この2種類のエンジンは同一設計でボアが異なっていた。:
- フィアット・1300 - 1295 cc（ボア 72 x ストローク 79.5 mm）OHV 直列4気筒 65 bhp (48 kW; 66 PS) @ 5,200 rpm
- フィアット・1500 - 1481 cc（ボア 77 x ストローク 79.5 mm）OHV 直列4気筒 72 bhp (54 kW; 73 PS) @ 5,200 rpm

1300のホイールベースは2425 mmであったが、1964年に追加された上級版の1500では2505 mm に延長された。

## その他のモデル

### フィアット・1500 L / 1500 タクシー
このモデルは本質的にはフィアット・1800に1500の4気筒エンジンを搭載したもので、それ故にフィアット社の命名法では"1500"とされた。タクシー用モデルは1962年に発売され、エンジン出力は60 hpに下げられていた。1500 L（"Lunga" - イタリア語で"long"を表す）は元々通常の1500エンジンと同じ72 hpのエンジンを搭載していたが、1964年にフィアット・1500Cと共に75 hpに増強された。

### セアト・1500
セアト・1500はスペインのセアト社がバルセロナで製造した1500Lであり、本来の「1500」はスペインでは生産されなかった。183,652台のセアト・1500（SEAT 1500）が1960年から1972年にかけて生産された。後にセアト社はフィアット・131と132をセアト・131（SEAT 131）とセアト・132（SEAT 132）の名称で1982年まで製造した。

### シアタ・1500TS
イタリアのチューナー、車両アクセサリーと特殊車両の製造業者であるシアタ社（Siata）は通常のフィアットのセダンとは2トーン塗色を含むスタイリングの細部が異なるTSあるいは1500 TSと呼ばれるモデルを造りだしたが、実質的に主要な違いはエンジンがチューンされ94 bhp (70 kW)を発生することであった。これに加えジョヴァンニ・ミケロッティの手による特徴のあるボディ・デザインの1500TS クーペもあった。このセダンとクーペは（通常の1300/1500とは異なり）フィアット社のドイツの子会社であるハイルブロンに所在するネッカー社（以前はNSU＝フィアットとして知られた）でも製造された。.

### ザスタバ・1300/1500
ユーゴスラビアの自動車製造会社のザスタバはフィアット社と広範囲にわたる協力関係にあり、1300と1500をザスタバ・1300とザスタバ・1500として製造した。ザスタバは1300をフィアット自身が製造を止めた後も製造し続け、より装備を充実させたモデルをDeLuxeと1300Eと名付けた。生産は1980年代まで続けられた。

## 日本への輸入
当時の総代理店であった日本自動車・西欧自動車を通じて輸入された。1963年当時の価格は1500で150万円であった。1500は最高速度150km/h、0-400m加速19.7秒と、当時のこのクラスの乗用車としては比較的高性能で、車体の造りも「内外の仕上げは非常によく、特にドアのたてつけは高級車の水準」と評され、当時の日本製小型車の設計にも影響を与えた。また、高性能版のドイツ製ネッカー1500TSも西欧自動車によって輸入された。